# Relaciones entre Irán y Marruecos
Las relaciones entre la República Islámica de Irán y el Reino de Marruecos son en su mayoría inexistentes, y las relaciones diplomáticas entre las dos naciones a menudo se han visto afectadas por disputas. En varias ocasiones, Irán y Marruecos han roto total o parcialmente sus relaciones diplomáticas.

## Historia

### sigloXX
Irán cortó todos los lazos diplomáticos con Rabat en 1981. Esto fue en respuesta a la decisión del rey Hasán II de Marruecos de dar asilo al exiliado shah Mohammad Reza Pahleví. Pasó casi una década antes de que las relaciones se descongelaran lo suficiente como para reanudar los lazos. Pasó casi una década antes de que Abderramán Yusufi, entonces primer ministro de Marruecos, encabezara la primera delegación marroquí en la República Islámica de Irán.

### sigloXXI
Desde principios del siglo XXI, los lazos económicos entre ambos países han ido aumentando paulatinamente.
El 6 de marzo de 2009, el rey Mohamed VI de Marruecos volvió a romper las relaciones diplomáticas con Irán, alegando varias razones. El Ministerio de Relaciones Exteriores de Marruecos dijo en un comunicado de prensa que Marruecos había cortado sus lazos diplomáticos con Irán por los comentarios críticos de Teherán sobre Baréin. También citó que la difusión de la religión chiita de Irán en el Marruecos principalmente sunita estaba interfiriendo en los asuntos internos de Marruecos.
En febrero de 2014, los dos países anunciaron el restablecimiento de sus relaciones diplomáticas.
El 2 de mayo de 2018, Marruecos cortó sus lazos diplomáticos con Irán por tercera vez, y el ministro de Relaciones Exteriores de Marruecos, Nasser Bourita, citó el apoyo financiero y logístico iraní al Frente Polisario, que apoga por la independencia del Sáhara Occidental, a través de su representante libanés Hezbolá y la embajada iraní en Argelia.